# CSS Albemarle
CSS Albemarle – okręt pancerny (taranowiec) Skonfederowanych Stanów Ameryki (CSA), a następnie drugi okręt o nazwie USS „Albemarle” US Navy. Nazwany został od miasta i cieśniny w Karolinie Północnej, które z kolei wzięły nazwę od generała George’a Moncka, pierwszego księcia Albemarle i jednego z pierwszych lordów-protektorów kolonii.

## Budowa
16 kwietnia 1862 roku w Departamencie Marynarki CSA, w atmosferze ogólnej euforii po niedawnym zwycięstwie okrętu pancernego CSS „Virginia” w walce z drewnianymi okrętami Unii blokującymi zatokę Hampton Roads w Wirginii, podpisano z dziewiętnastoletnim wówczas Gilbertem Elliotem z Elizabeth City kontrakt na budowę podobnego okrętu w celu zniszczenia jednostek Unii na wodach przybrzeżnych obu Karolin, gdzie okręty Północy pozwalały na utrzymywanie własnych sił lądowych odcinając Południe od wyjścia na Atlantyk.
Jako że warunki umowy dawały Elliotowi całkowitą swobodę w wyborze miejsca budowy taranowca, założył on swoją prymitywną stocznię na polu kukurydzy nad rzeką Roanoke, w miejscu zwanym „Edward’s Ferry”, w pobliżu dzisiejszej miejscowości Scotland Neck. Woda w tym miejscu była zbyt płytka dla kanonierek unionistów, które z pewnością zniszczyłyby taranowiec w trakcie budowy. Główny konstruktor, John L. Porter, zaprojektował jednokominowy okręt z długą na 18 metrów u podstawy (i na 14 metrów na szczycie) pancerną kazamatą o ścianach pochylonych pod dużym kątem (co zwiększało efektywność pancerza) zbudowaną z trzech warstw drewna i pokrytą dwoma warstwami żelaznych płyt o grubości 5,1 cm. Uzbrojony był w dwa działa kalibru 162,5 mm (6,4") – jedno na dziobie, drugie na rufie, mogące strzelać przez trzy strzelnice o szerokości 559 mm na wprost dziobu i rufy lub na burty, a napędzany przez dwie przeciwprężne maszyny parowe o mocy 200 KM każda.
Stępkę pod nowy okręt położono na początku kwietnia 1863 roku, o czym wiadomość wkrótce dotarła do przeciwnika. Oficerowie US Navy apelowali do Departamentu Wojny o zniszczenie „Albemarle” zanim opuści bezpieczne płycizny, ale US Army nie posiadała w tym regionie sił wystarczających dla przeprowadzenia ataku.

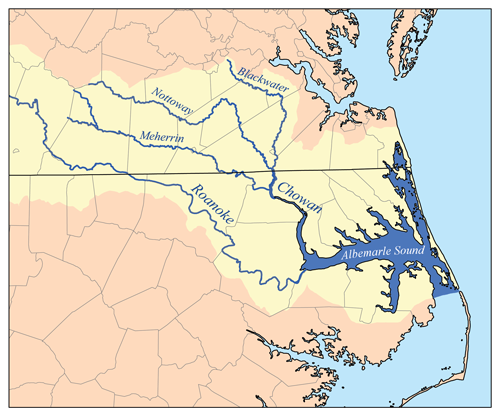
Teren operowania CSS Albemarle

Początkowo planowano dla nowego okrętu wymiary 46,3 na 10,3 metra przy wyporności 376 ton. Kadłub powstał przez przyśrubowywanie w poprzek stępki fragmentu wręgi z drewna sosnowego, do którego z kolei mocowano następny fragment, tworząc burtę. Do tego fragmentu zamontowano pod kątem 35 stopni szkielet kazamaty i położono część górnego pokładu i przyłączono kolejny fragment konstrukcji drugiej burty. Przed położeniem pokładu głównego przygotowano też łoże dla maszyn parowych i tunele dla wałów śrubowych, które – wraz ze śrubami i innymi częściami odlewanymi – wykonać miała stocznia w Charlotte. Aby dziób okrętu mógł pełnić funkcję taranu, wypełniono go drewnem dębowym na długości 5,5 metra i pokryto układającymi się w 4-calowe ostrze płytami żelaznymi. Ostatnim etapem budowy kadłuba było uszczelnienie go bawełną moczoną w smole. Prace nad kadłubem i kazamatą trwały do czerwca 1863 roku, ale nie był to jeszcze koniec budowy.
Na rozkaz komandora Lyncha, dowódcy marynarki Konfederatów w Karolinie Północnej, okręt zwodowano już 6 października 1863 roku (matką chrzestną została panna Mary Spottswood), ale ponieważ poziom wody był wówczas o blisko dwa metry za niski, doszło do przegięcia kadłuba, którego środkowa część znalazła się 14 cm powyżej dziobu i rufy. Na szczęście dla „Albemarle” nie spowodowało to poważnych uszkodzeń i 18 października jednostka została doholowana do Halifaksu, gdzie miała otrzymać maszyny, pancerz i uzbrojenie.
Od początku problemem, z którym zmagali się konstruktorzy, był brak odpowiedniej ilości płyt pancernych; udało się temu zaradzić jedynie dzięki osobistemu zaangażowaniu kapitana okrętu Jamesa W. Cooke’a, ale pancerz i tak ukończono dopiero na początku kwietnia 1864 roku. Zgodnie z dokonanymi wówczas pomiarami „Albremarle” miał długość 46,3 metra, szerokość 13,7 metra i zanurzenie 2,7 metra. Siedemnastego dnia tegoż miesiąca, już po przeprowadzeniu okrętu w dół rzeki Roanoke, dobiegły końca prace wykończeniowe. O godzinie 14.00 CSS „Albemarle” został oficjalnie przyjęty do służby. Kilka godzin później, wciąż z robotnikami i przenośnymi paleniskami kowalskimi na pokładzie, wypłynął w dziewiczy rejs.

## Pierwsze zwycięstwo
CSS „Albemarle”, pod dowództwem kapitana Jamesa W. Cooke’a, wyruszył w pierwszy rejs w dół rzeki w kierunku miejscowości Plymouth z zadaniem oczyszczenia wód z okrętów unionistów, by generał Robert F. Hoke mógł zacząć szturmować i odbierać forty nieprzyjaciela. Okręt poruszał się rufą do przodu, ciągnąc za sobą łańcuchy kotwiczne.
Po drodze „Albemarle” napotkał parowiec „Cora”, skąd na jego pokład przeszło dwudziestu obiecanych przez gen. Hoke’a marynarzy, zwiększając liczebność załogi taranowca do 150 osób. W dalszej drodze przeprowadzono też ćwiczenia dla artylerzystów, a także przez sześć godzin w nocy z 17 na 18 kwietnia naprawiano przekładnię, a kilka godzin później załoga musiała się też uporać z awarią głowicy trzonu sterowego.
Dotarłszy na miejsce, już bez robotników, „Albemarle” zakotwiczył w odległości około 5 kilometrów od ujścia, a pilot, w niewielkiej łódce, zaczął pomiary głębokości. Stan rzeki był wysoki i wkrótce okazało się, że przeszkody postawione w poprzek jej nurtu przez unionistów w pobliżu Thoroughfare Gap (zatopione jednostki, drewniane pale, miny) znajdują się 3 metry poniżej powierzchni. Kapitan Cooke natychmiast kazał podnieść kotwice i ruszył środkiem nurtu omijając przeszkody. Okrętowi nie zaszkodził ostrzał prowadzony z fortów US Army w Warren’s Neck i Boyle’s Mill.
W tym samym czasie dwa parowce Unii, USS „Miami” i USS „Southfield”, połączone ze sobą łańcuchami, podążały w górę rzeki z zamiarem minięcia taranowca z obu burt i tym samym uwięzienia go. Dowódca „Albemarle” zorientował się w ich zamiarach, skręcił gwałtownie i minął „Southfielda” płynąc niebezpiecznie blisko brzegu rzeki. Następnie zawrócił i staranował jednostkę unionistów. Taran „Albemarle” wbił się głęboko w burtę „Southfielda”, który tonąc ciągnął taranowiec ze sobą. W ostatniej chwili, gdy okręt unionistów miał spocząć na dnie, przewrócił się, uwalniając tym samym okręt konfederatów.
W chwili, gdy „Albemarle” był zakleszczony w burcie tonącego „Southfielda”, „Miami” strzelił z działa do „Albemarle” z najbliższej odległości, ale pocisk rykoszetował odbijając się od pancerza i eksplodował na pokładzie „Miami”, zabijając dowódcę. Załoga „Miami” próbowała dokonać jeszcze abordażu „Albemarle”, ale została odparta ogniem ręcznej broni palnej. W tej sytuacji „Miami”, chcąc uniknąć staranowania, zawrócił, uciekając na otwarte wody cieśniny Albemarle.
Po oczyszczeniu rzeki z okrętów Unii i pod osłoną dział „Albemarle”, generał Hoke zaatakował i zdobył Plymouth oraz okoliczne forty.

## Majowa bitwa

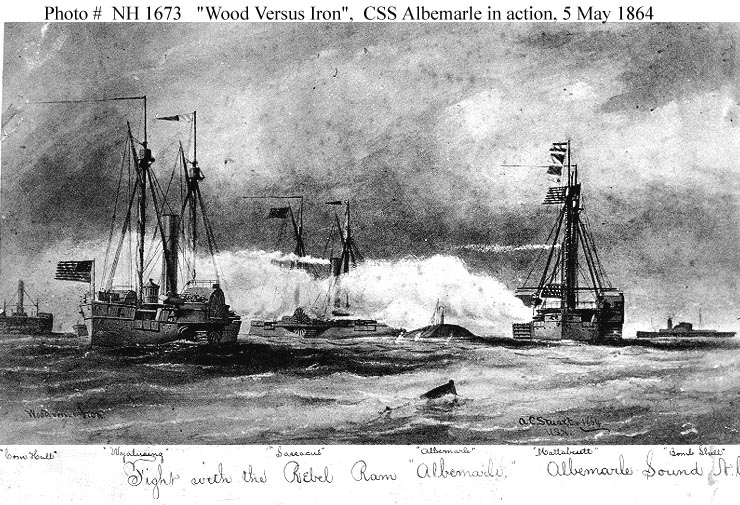
Bitwa w Cieśninie Albemarle 5 maja 1864 r. – CSS „Albemarle” otoczony przez okręty Unii, na pierwszym planie USS „Wyalusing”

5 maja CSS „Albemarle” i CSS „Bombshell” (przechwycony parowiec unionistów) eskortowały wyładowany wojskiem CSS „Cotton Plant” w dół rzeki Roanoke. Wkrótce natknęły się na cztery okręty sił Unii: „Miami” i bocznokołowce USS „Mattabesett”, USS „Sassacus” i USS „Wyalusing”. „Albemarle” pierwszy otworzył ogień, raniąc sześciu ludzi z obsady 100-funtowego działa typu Parrott na pokładzie „Mattabesett” i zaraz ruszył do taranowania. „Mattabesett” ominął ostrze taranu, a idący tuż za nim „Sassacus” oddał dwa strzały ze swych potężnych dział, ale oba pociski odbiły się od pancerza taranowca. „Bombshell”, cel znacznie mniej odporny, został trafiony salwą burtową z „Sassucusa” i zmuszony do kapitulacji.
Dowódca „Sassucusa”, widząc „Albemarle” ustawionego do siebie burtą w odległości niecałych 400 metrów, postanowił taranować. Okręt Unii uderzył taranowiec konfederatów w środek burty, całkowicie rozbijając własny dziób i krzywiąc swój brązowy taran; obie jednostki sczepiły się ze sobą. Wykorzystując to, że burta „Sassucusa” niemal dotykała wylotu lufy jednego z dział „Albemarle”, szybko oddane zostały dwa strzały, z których jeden przebił kocioł na „Sassucusie”. W gęstych obłokach gorącej pary okręt unionistów zdołał jednak oderwać się od nieprzyjaciela i odpłynąć. „Miami” próbował jeszcze torpedowania, a następnie zaplątania śruby okrętu konfederatów w sieć, ale żadna z tych prób się nie powiodła i „Albemarle” spokojnie wycofał się w górę Roanoke, by zakotwiczyć pod Plymouth.

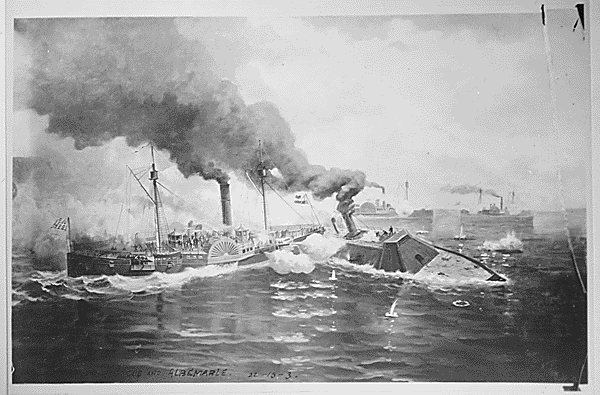
Próba staranowania „Albemarle” przez USS „Sassucus” 5 maja 1864 roku

„Albemarle” panował nad rzeką Roanoke i podejściami do Plymouth przez całe lato 1864 roku. Na jesieni rząd federalny zdecydował wreszcie, że coś trzeba w tej sytuacji zrobić. US Navy rozważała kilka sposobów zniszczenia „Albemarle”, aż wreszcie kapitan William B. Cushing dostał polecenie znalezienia dwóch niewielkich łodzi z napędem parowym, które można by było uzbroić w prymitywne „torpedy”, jak wówczas nazywano miny wytykowe. Cushing znalazł dwie 10-metrowe łodzie strażnicze będące w budowie w Nowym Jorku i natychmiast je zarekwirował. Na każdej kazał zainstalować 12-funtową haubicę i 14-stopowy wytyk poniżej poziomu wody z boku dziobu. Jedna z łodzi zatonęła podczas podróży do Norfolk, ale druga dotarła bezpiecznie, z siedmioma ludźmi załogi, do ujścia Roanoke. Tam została uzbrojona w minę wytykową, detonowaną za pomocą sznura.

## Zatopienie i dalsze losy
W nocy z 27 na 28 października 1864 roku Cushing podjął drogę w górę rzeki. Łodzi towarzyszył mały kuter, który miał osłaniać ją przed ewentualnym atakiem załogi szkunera południowców zakotwiczonego w pobliżu wraku „Southfield”. Jednak obie jednostki, nie wykryte, minęły szkuner i wówczas Cushing zdecydował się (wraz ze wszystkimi 22 ludźmi) na zdobycie „Albemarle” szturmem.
Jednak, gdy około 3:00 nad ranem obie łodzie dotarły do konfederackich nabrzeży, szczekanie psa zaalarmowało straże i unioniści zostali dostrzeżeni i natychmiast obłożeni ciężkim ogniem zarówno z brzegu, jak i „Albemarle”. Mimo to udało im się podpłynąć do „Albemarle”, gdzie okazało się, że dostępu do burt taranowca broni ława spławnego drewna. Pnie jednak były już mocno nasiąknięte wodą i pokryte warstwą glonów, po której niewielka łódź prześlizgnęła się. Gdy zbliżyła się do burty okrętu Cushing zwolnił minę i pociągnął za sznurek.
Wybuch był tak silny, że wszyscy znaleźli się w wodzie. Podmuch zdarł z Cushinga umundurowanie i ten, nago, dopłynął do brzegu, gdzie ukrył się oczekując świtu. Po południu udało mu się ukraść małą łódkę i powiosłować w dół rzeki, pod opiekę wojsk Unii, gdzie dotarł ok. 22:15. Z pozostałych uczestników ataku 1 uciekł, 2 utonęło, 11 schwytali konfederaci.
Eksplozja miny Cushinga wyrwała w burcie „Albemarle” na wysokości linii wodnej dziurę „wystarczająco dużą, by zmieścił się w niej wagon kolejowy”. Okręt zatonął na równej stępce na głębokości 2,5 metra, tak więc jego nadbudówki pozostały nad powierzchnią wody. Komandor Alexander F. Worley, który objął dowodzenie niecały miesiąc wcześniej, zdemontował działa, które zostały następnie użyte dla obrony Plymouth.
Po kapitulacji załogi Plymouth US Navy zdecydowała się na wydobycie i naprawienie okrętu. Pod koniec wojny unijna kanonierka USS „Ceres” odholowała „Albemarle” do stoczni w Norfolk, gdzie taranowiec dotarł 27 kwietnia 1865 roku. 7 czerwca zapadła decyzja o remoncie kadłuba i okręt został umieszczony w suchym doku. Prace remontowe ukończono 14 sierpnia, a w kilka dni później jednostka została wystawiona na aukcję. Zakupiona przez US Navy za 79 944 dolary nigdy nie weszła do aktywnej służby i w końcu ponownie została wystawiona na sprzedaż (15 października 1867 roku). Taranowiec został zakupiony przez firmę J. N. Leonard & Company i prawdopodobnie oddany na złom.